# Prionolabis dis
Prionolabis dis là một loài ruồi trong họ Limoniidae. Chúng phân bố ở miền Cổ bắc.